# Hollandsche Maatschappij van Landbouw

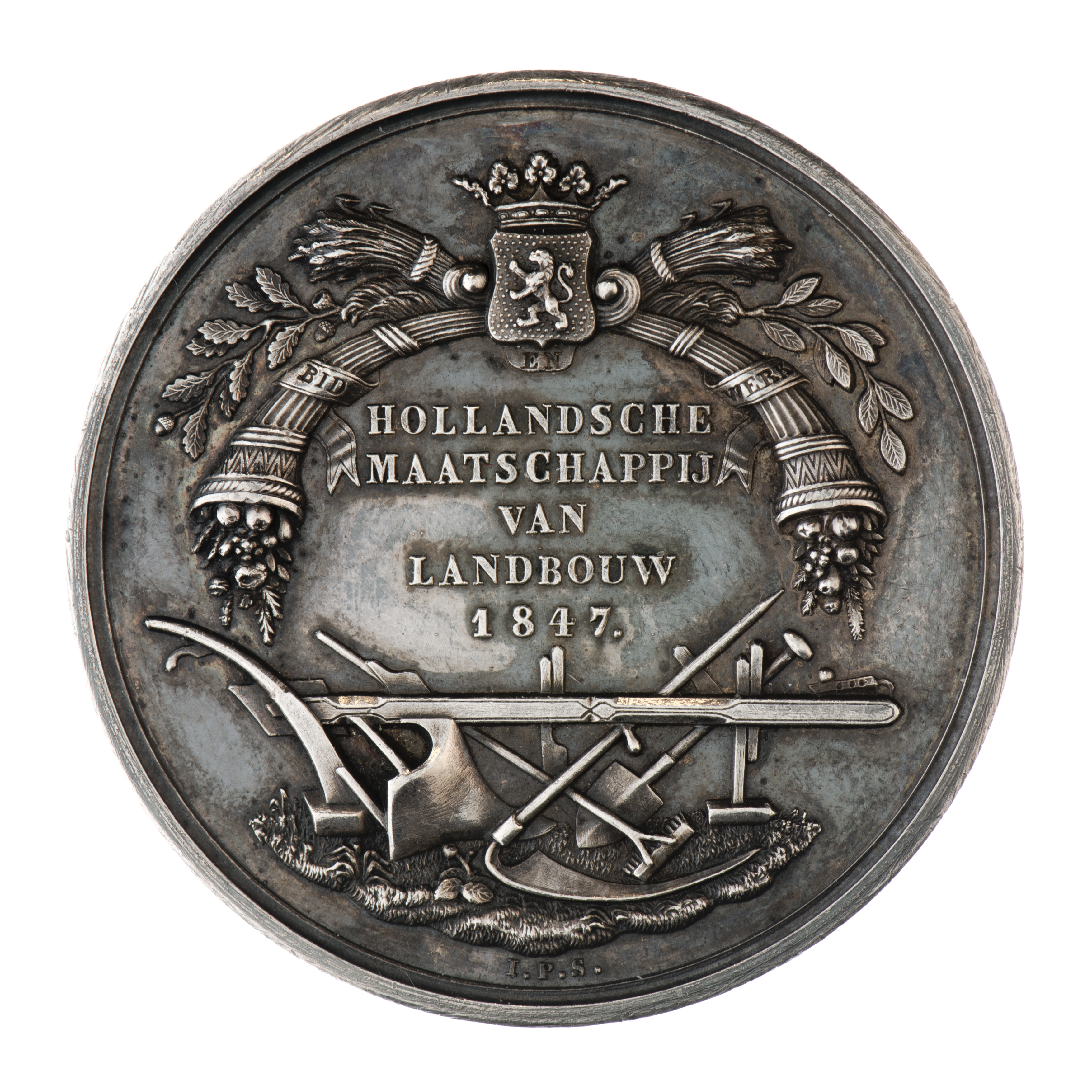
Penning van de Hollandsche Maatschappij van Landbouw (1852)

De Hollandsche Maatschappij van Landbouw was een organisatie van agrariërs in de beide Hollanden. De maatschappij werd in 1847 opgericht. 
De doelstellingen van de organisatie waren het verbeteren van de maatschappelijke positie van agrarische bedrijven, de bevordering van het welzijn en welvaart van ondernemers in de landbouw en hun gezinnen en algemene belangenbehartiging van de leden van de organisatie.
Levensbeschouwelijk was de organisatie neutraal.
In 1991 kwam het tot een fusie van de Hollandsche Maatschappij van Landbouw en de (R.K.) Land- en Tuinbouw Bond tot de Westelijke Land- en Tuinbouworganisatie (WLTO)